# Челл (Portal)
Челл — мовчазний протагоніст у серії ігор Portal, розробленій Valve. Вона з'являється в обох головних іграх серії, Portal так Portal 2 як головний Ігровий персонаж і як другорядний персонаж у деяких інших відеоіграх. Про Челл відомо небагато, але дехто стверджує, що вона є донькою працівника Aperture Science, головного місця дії ігор.
Обличчя та тіло Челл були запозичені у Алесії Глайдвелл. Вона зазнала багатьох редизайнів в Portal 2, що часто змінювалися під час розробки. Наприклад, в оригінальному дизайні був лабораторний капелюх. Оскільки гра використовує перспективу від першої особи, Челл можна побачити лише у відображеннях, порталах у грі, а також на малюнках Дага Раттманна.
Загалом Челл була позитивно сприйнята критиками та гравцями, багато хто хвалив те, що вона не розмовляє і виглядає як «жінка з нормальним виглядом і нормальним одягом», на відміну від багатьох інших жіночих персонажів у шутерах від першої особи.

## Розробка та дизайн
Ерік Волпау з Valve вважав, що насправді не має значення, якою людиною була Челл, зазначивши, що гравці-тестери першої Portal часто не знали її імені, оскільки воно ніколи не згадувалося. Волпау пояснив, що вони ніколи не згадували її ім'я, оскільки гравці відчували, що у них були певні стосунки з GLaDOS, і вони хотіли, щоб GLaDOS визнала їх". Чет Фалішек зазначив, що Челл була жіночою версією Гордона Фрімена, мовчазного протагоніста (у відеоіграх Half-Life). Волпау пояснив, що для гумору гри було б краще, якби вона мовчала, а якби «нормальна людина у божевільному світі» заговорила, маючи на увазі Челл, то «це було б паскудно». Фактично, в першій грі є момент де GLaDOS, здається, роздратована відмовою Челл відповідати їй, кажучи: «Ти взагалі мене слухаєш?». (Волпау кілька разів коментував, що Челл просто не хоче дати GLaDOS задоволення від відповіді, але він не має наміру сприймати цю теорію всерйоз). В інтерв'ю IGN про «Portal 2: Лабораторний щур» Майкл Ейвон Оемінг з Valve прокоментував, що наразі «Челл є радше засобом оповіді», порівнявши її з персонажем Спіритом, Вілла Айснера, але зазначив, що в майбутньому гравці можуть дізнатися більше про Челл.

Концепт-арт Челл

Обличчя та модель тіла Челл були створені за зразком режисера, продюсера та актриси озвучення Алесії Глайдвелл. Під час створення Portal 2 розробники розглядали можливість не повертати персонажа. Однак це було змінено, оскільки тестувальники хотіли, щоб GLaDOS упізнала в них людину, яка вбила її в першій грі. В оригінальному редизайні для Portal 2 розробники намагалися зробити її привабливою, але без надмірного дизайну, щоб нічого не було зроблено просто заради моди. Вони досліджували можливість зміни її національності, і намагалися зробити її менш людською через «постійну дегуманізацію цих піддослідних». Оскільки Челл була піддослідною, її костюм був розроблений таким чином, щоб не виглядати ні сексуально, ні непривабливо. Оригінальний редизайн персонажа включав лабораторний капелюх, який був придуманий на середині етапу розробки концепції. Метт Чарльзворт, концепт-художник Valve, прокоментував, що капелюх нагадував йому пілотів-випробувачів.

Зрештою, від цього образу відмовилися на користь повернення до її оригінального помаранчевого комбінезона, обмотаного навколо поясу. Художня команда Valve пояснила, що це мало дати їй більше свободи і допомогти їй виділитися як особистості.

## Поява

Челл у першій грі Portal

У Portal Челл виконує тести для Лабораторії Aperture Science, якою керує GLaDOS, комп'ютерна система зі штучним інтелектом. Челл знищує GLaDOS, намагаючись втекти, але отримує поранення, і невидима фігура під назвою «Бот супроводу вечірки» тягне її назад до комплексу.
У коміксі Portal 2: Lab Rat, який є доповненням до «Portal 2», після подій «Portal» Даг Раттманн поміщає Челл в стазис. З'ясовується, що він відповідальний за те, що Челл бере участь у тестах. Челл знову з'являється у «Portal 2», де її пробуджує Wheatley. Вони з Вітлі намагаються втекти з лабораторії, і в процесі випадково відроджують GLaDOS. Штучний інтелект, розлючений на Челл за те, що та «вбила» його, змушує її робити ще більше тестів, поки Вітлі не допомагає їй втекти. Челл і Вітлі об'єднують зусилля, щоб знищити виробництво нейротоксину і турелей GLaDOS. Зрештою GLaDOS знову захоплює Челл, але не може вбити її через відсутність нейротоксину та турелей. Челл користується моментом, щоб замінити модуль GLaDOS на модуль Вітлі. Вітлі, зіпсований і доведений до манії величі своєю новою владою, зраджує Челл і замість того, щоб звільнити її, відправляє на саме дно Випробувального комплексу. Там вона подорожує кількома тестовими зонами з гелями мобільності, які використовувалися між 1956 і 1985 роками. Проходячи рівень за рівнем, вона дізнається про покійного засновника Aperture Science, Кейва Джонсона, та його асистентку Керолайн, чиї особистість та інтелект зрештою були впроваджені в GLaDOS. Челл знаходить і забирає GLaDOS, яку Вітлі помістив у невеликий модуль, що живиться від картопляна батарея. Відкриваючи люк, який відокремлює стару будівлю від нової, Челл випадково перекачує гелі мобільності в нову будівлю, що згодом виявиться корисним. Вітлі захоплює її в полон і змушує проходити для нього тести, поки вона не знайде його лігво. Прикріпивши до Вітлі зіпсовані модулі, вона натискає кнопку заміни модуля, та вона була замінована. Переживши вибух, Челл запускає портал на Місяць, який засмоктує її та Вітлі у відкритий космос. GLaDOS рятує Челл, та дозволяє їй покинути об'єкт за допомогою ліфта, що піднімає її на поверхню.
Походження Челл невідоме; GLaDOS стверджує, що у справі Челл зазначено, що її всиновили. У Portal 2 можна зустріти давно покинутий плакат наукового ярмарку, що був частиною акції «Приведи доньку на роботу» — того самого дня, коли GLaDOS влаштувала повстання, один з дитячих проєктів підписаний ім'ям «Челл», що означає, що принаймні один з її батьків працював у Aperture Science. Дехто вважає, що Челл — донька Кейва Джонсона, засновника і генерального директора Aperture Science.
Оскільки обидві гри серії « Portal» представлені з видом від першої особи, Челл з'являється у звичайному ігровому процесі лише мигцем, зазвичай, коли портали вирівняні таким чином, що гравець може створювати рекурсивний вигляд Челл. Розміщення двох порталів поруч на стіні, а потім часткове входження в один портал, стоячи обличчям до іншого, дозволяє гравцеві бачити обличчя Челл великим планом.
Челл — ігровий персонаж у грі-кросовері Lego Dimensions, і має доступ до своєї портальної гармати. Її набір персонажів включає охоронну турель та Куб компаньйон, а також відкриває бонусний рівень, в якому вона повертається до Aperture і зустрічається з Вітлі, разом з яким вони знову намагаються зупинити GLaDOS.
Костюм на тему Portal із зображенням Челл, тримаючої портальну гармату, доступний для королівської битви 2020 року Fall Guys: Ultimate Knockout.

## Сприйняття

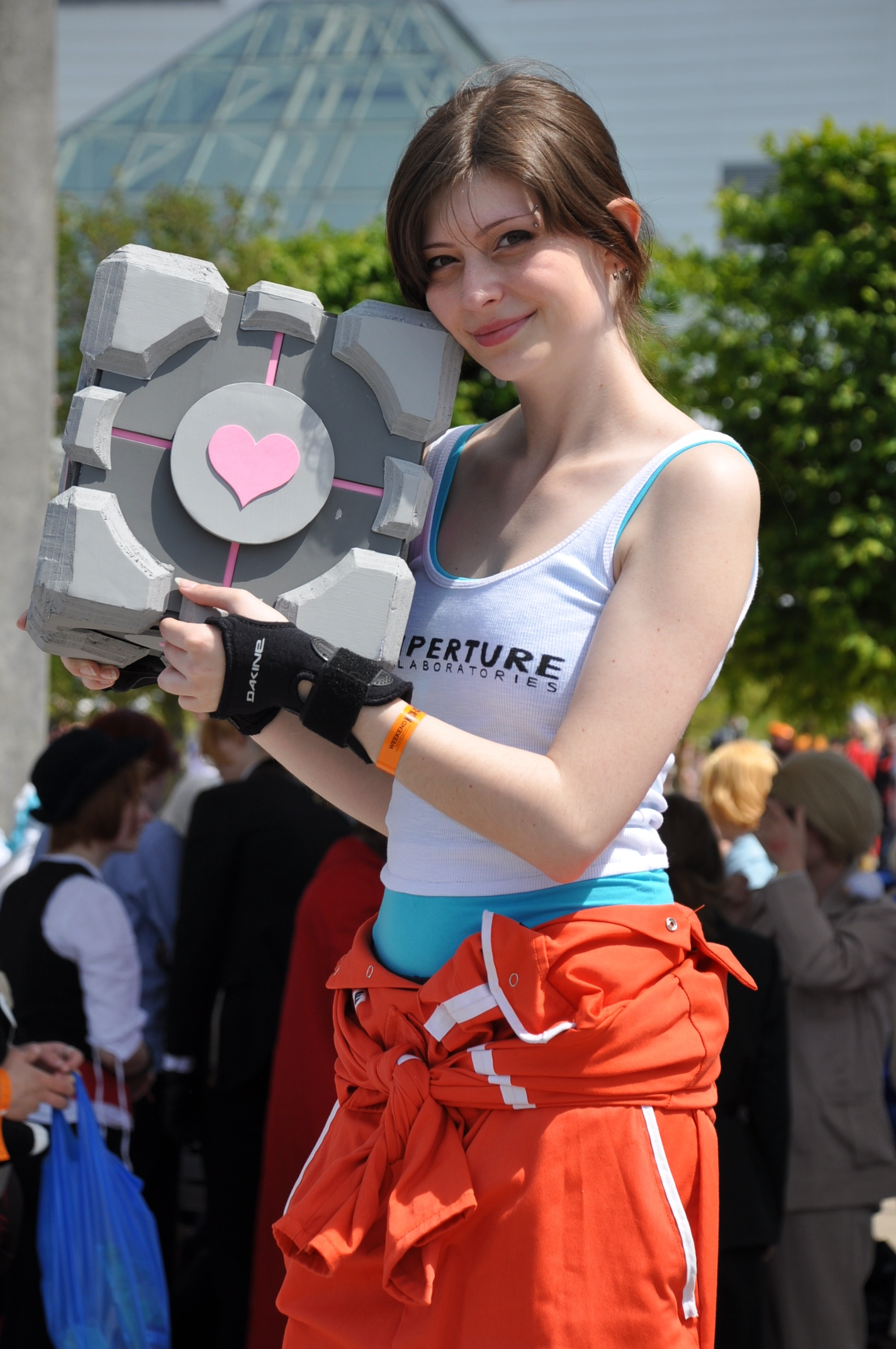
Косплеєр, що зображає Челл тримає Зважений куб компаньйон

Джо МакНіллі з GamesRadar назвав Челл прикладом того, як «Portal» деконструює архетипи шутерів від першої особи, зазначивши, що вона не була ані показана від третьої особи, ані сексуалізованою, на відміну від більшості жіночих персонажів у шутерах від першої особи. GamesRadar назвали Челл протиотрутою від кліше напівоголеної жінки, похваливши її за те, що вона не сексуалізована і повністю одягнена, коментуючи: «Героїня Portal просто випадково виявилася жінкою з нормальним зовнішнім виглядом і нормальним одягом, як і 50 % населення планети». GamesRadar помістили Челл (жартома) до списку посередніх ігрових красунь, назвавши її комбінезон відразливим і сказавши: «Пружини на Її п'ятах роблять її схожою на прибульців з фільму „Прибуття“». Журнал IGN помістив Челл на шостому місці серед найкращих ігрових героїнь, назвавши її «однією з найбільш винахідливих героїнь у їхньому списку». У глибокому аналізі Portal", Деніел Джонсон з Gamasutra зазначив, що приналежність Челл до жіночої статі, а також репліка GLaDOS про тестування вашої доньки в Aperture Science Bring Your Daughter to Work Day, натякали на тестування жінок. Джонсон також зазначив, що інформація про те, хто така Челл і чому вона там перебуває, посилює позицію гравця як мимовільного учасника. GamesRadar заявили, що розглядали можливість додавання Челл до свого списку «7 найкращих ігрових героїнь зі смаком», але сказали, що вона програла Зої з Left 4 Dead.

Люк Планкетт з Kotaku назвав оригінальний дизайн Челл у першій грі незабутнім, пізніше зазначивши, що в першому Portal «Челл […] ніколи не була „зіркою“ гри», а також те, як мало її було видно. Майк Фейхі, також з Kotaku, захищав Челл від людей, які вважали, що вона повинна говорити, і сказав: «Останнє, чого б я хотів у „Portal 2“ — це щоб Челл говорила». Рецензуючи «Portal 2», Адам Біссенер з Game Informer сказав, що значною мірою те, що робить «Portal» і «Portal 2» такими особливими, — це виконання та оригінальність гри, яка дає змогу опинитися на місці Челл і відчути її долю.